# Liza aurata
Il cefalo dorato o lotregano (Liza aurata sinonimo di Chelon auratus (Risso, 1810)), è un pesce della famiglia Mugilidae.

## Distribuzione e habitat
Il suo areale comprende tutto il mar Mediterraneo, i mari Nero e d'Azov e le coste europee ed africane atlantiche tra il sud della Norvegia e le isole del Capo Verde.

Il suo habitat è lungo le coste rocciose e nelle lagune e le foci, come gli altri cefali. Evita però le acque a salinità troppo bassa.

## Descrizione
Molto simile a Mugil cephalus (cefalo comune) ma ha una testa più piccola e stretta, il labbro superiore sottile e una larga macchia dorata molto evidente sull'opercolo.

È piuttosto difficile riconoscere le tre specie europee appartenenti al genere Liza. Questa forse è la più facile da identificare a causa della macchia dorata sull'opercolo, sempre ben visibile (e spesso accompagnata da un'altra macchia più piccola più vicino all'occhio). Inoltre, contrariamente ad altre specie del genere, è assente la macchia nera all'ascella delle pinne pettorali.

## Alimentazione
Si nutre sul fondo aspirando sedimenti e alghe incrostanti dal fondo e dagli scogli. Si nutre di detrito e di piccoli invertebrati bentonici.

## Pesca
Si cattura in buone quantità con le stesse tecniche, sia professionali che sportive destinate al cefalo comune.

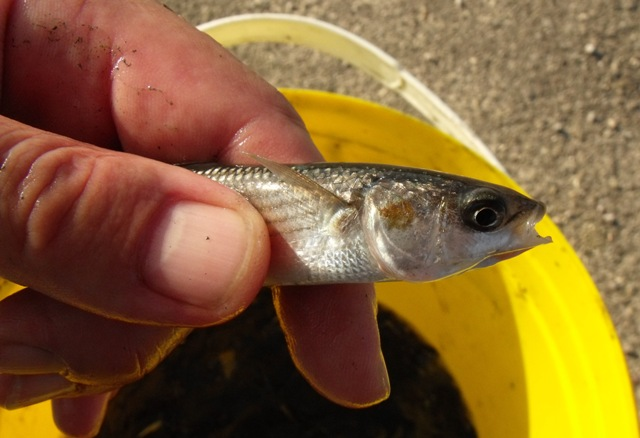
Particolare della testa